# Gentilés du Maroc
Article créé pour soulager l'article Gentilés.
Un gentilé (parfois appelé ethnonyme) est le nom donné aux habitants d'un lieu, un pays, un continent, une région, une province, etc.
Maroc (le) : Marocain, Marocains, Marocaine, Marocaines ; adjectif : marocain, marocains, marocaine, marocaines et maroco- en composition ; glottonyme : marocain
- Rabat : Rabati, Rabatais, Rabatais, Rabataise, Rabataises (Recommandation concernant les noms d’États, d’habitants, de capitales, de sièges diplomatiques ou consulaires, Bulletin officiel du ministère des affaires étrangères no. 106 (janvier-mars 2009))
- Agadir : Agadiri, Agadirie, Agadirie,Agadiries[1],[2] ou Agadirois, Agadiroise, Agadiroises
- Beni Mellal : Mellalien, Mellalienne, Mellaliens, Mellaliennes
- Berkane : Berkanais, Berkanaise, Berkanaises
- Berrechid : Berrechidien, Berrechidienne, Berrechidiens, Berrechidiennes
- Bouskoura : Bouskourien, Bouskourienne, Bouskouriens, Bouskouriennes
- Casablanca : Casablancais, Casablancais, Casablancaise, Casablancaises
- Chefchaouen : Chaouni, Chaounis, Chaounia, Chaounias
- El Jadida : Jadidien, Jadidienne, Jadidiens, Jadidiennes
- Errachidia : Errachidien,Errachidienne, Errachidiens, Errachidiennes
- Essaouira : Essaouirien, Essaouirienne, Essaouiriens, Essaouiriennes ou Mogadorien, Mogadorienne, Mogadoriens, Mogadoriennes
- Fès : Fési, Fésie, Fésis, Fésies , Fésien , Féssienne
- Guelmim : Guelmimois, Guelmimoise, Guelmimoises
- Kacem (Sidi) :Kacemi, Kacemie
- Kénitra : Kénitrien, Kénitrienne, Kénitriens, Kénitriennes
- Khémisset : Khémissettien, Khémissettienne, Khémissettiens, Khémissettiennes
- Khénifra : Khénifrien, Khénifrienne, Khénifriens, Khénifriennes
- Khouribga : Khouribganien, Khouribganienne, Khouribganiens, Khouribganiennes
- Ksar el-Kébir (en arabe, القصر الكبير, parfois transcrit en espagnol Alcazarquivir ou Alcácer-Quibir) : Kébirois, Kébiroise, Kébiroises
- Larache : Larachien, Larachienne, Larachiens, Larachiennes
- Marrakech : Marrakéchois, Marrakéchois, Marrakéchoise, Marrakéchoises
- Meknès :Meknésien, Meknéssienne, Meknésiens, Meknésiennes
- Mohammédia : Mohammedien, Mohammedienne, Mohammediens, Mohammediennes
- Nador : Nadorien, Nadorienne, Nadorien, Nadoriennes
- Ouarzazate : Ouarzazi, Ouarzazis, Ouarzazie, Ouarzazies
- Oujda : Oujdi, Oujdie, Oujdis, Oujdies
- Salé : Salétin, Salétins, Salétine, Salétines
- Safi : Safiote, Safiotes
- Sefrou : Séfréoui, Séfréouis, Séfréouie, Séfréouies
- Settat : Settatien, Settatienne, Settatiens, Settatiennes
- Sidi Kacem : Kacémi, Kacémis, Kacémie, Kacémies
- Tanger : Tangérois, Tangérois, Tangéroise, Tangéroises
- Taourirt : Taourirtois, Taourirtoise, Taourirtoises
- Taroudant : Roudani, Roudanis, Roudanie, Roudanies
- Taza : Tazaouie, Tazaouies
- Témara : Témarien, Témarienne, Témariens, Témariennes
- Tétouan : Tétouanais, Tétouanais, Tétouanaise, Tétouanaises
- Tiznit : Tizniti, Tiznitis, Tiznitie, Tiznities
- le Rif : Rifain, Rifains, Rifaine, Rifaines ; glottonyme : rifain
- Oude-zem : oude-zemien,oude-zemiens,oude-zemiene, oude-zemienes

## es et références
1. ↑  Gentilés du Monde
2. ↑  Dictionnaire universel des gentilés en français sur Toponymie.gouv.qc.ca [PDF]